# سان لورينزو (الباراغواي)
سان لورينزو (بالإنجليزية: San Lorenzo)‏ وهي مدينة تقع جنوب غرب الباراغواي وتطل على نهر أسونسيون وهي محاذية لحدد الأرجنتين، تُعتبر ثالث أكبر مدينة في الباراغواي، حيث يبلغ عدد سكانها 271,064 نسمة حسب إحصاء سنة 2008 ولهذه المدينة كاتدرائية رومانية كاثوليكية خاصة بها.

## توأمة
لسان لورينزو (الباراغواي) اتفاقيات توأمة مع:
- سان لورنزو دي الإسكوريال

## أعلام
- هوغو أكينو
- أوزفالدو أكينو
- بلاس روميرو
- فيدال سانابريا
- فيديريكو سانتاندير
- إدغار روبلس